# 睦里闸
睦里闸，位于山东省济南市黄河支流玉符河东堤的一座水闸，小清河的源头。

## 历史
清朝光绪三十年（1904年），在济南西郊睦里庄玉符河的东堤建睦里闸，将玉符河水引入东流的小清河，使小清河上源向西延至睦里闸，玉符河水注入小清河上游。后因年久失修，睦里闸成为防洪险点。1954年，加固睦里闸洞身，并在闸下游修筑直径约30米的养水盆。1965年，重建睦里闸，1966年5月底竣工。1982年初，对睦里闸进行闸前改建接长。2017年，济南市槐荫区对睦里闸进行提升改造，翻修挡土墙护坡、改造闸室，并进行水闸园林绿化。经过多次整修加固后，睦里闸一带形成湿地景观“睦里清源”。